# Цербе-Несіна Валентина Адамівна
Валенти́на Ада́мівна Цербе-Не́сіна (нар. 8 січня 1969, с. Полісся Коростенського району Житомирської області) — українська біатлоністка, бронзова призерка Олімпіади-94 в Ліллехамері (Норвегія). Кавалерка «Ордена княгині Ольги»,  Заслужений майстер спорту України, почесна громадянка міста Прилуки.

## Життєпис
Після закінчення Житомирського механічного технікуму механічної обробки деревини працювала на Прилуцькому меблевому комбінаті контролером відділу технічного контролю. З 1992 року до 1999 року працювала спортивним інструктором на контрактній основі штатної збірної команди України з біатлону.
На Олімпіаді-94 зайняла третє місце в гонці на 7,5 км (перша олімпійська медаль незалежної України), поступившись 1,2 секунди Миріам Бедар з Канади і 0,1 секунди білорусці Світлані Парамигіній.
Була чемпіонкою та призеркою першостей світу, Європи та України з біатлону (протягом 1988–1998 років).
Їй присвоєно звання «Заслужений майстер спорту України» (лютий 1994 року).
1998 року закінчила Чернігівський педагогічний університет імені Т. Г. Шевченка за спеціальністю вчитель фізичної культури. З 2001 до 2003 року працювала директором ТОВ «Європа», а з 2004 року — адміністратором футбольного клубу «Європа» (Прилуки). З жовтня 2004 року працює на посаді начальника відділу молоді Прилуцької міської ради.
У березні 2007 року закінчила Національну академію державного управління при Президентові України.

## Державні нагороди
Орден княгині Ольги III ст. (6 березня 2002) — за вагомі трудові здобутки, високий професіоналізм та з нагоди Міжнародного дня прав жінок і миру

## Статистика
У таблиці наведено статистику виступів біатлоніста в Кубку світу.
- Місця 1–3: кількість подіумів
- Чільна 10: кількість фінішів у першій десятці
- В очках: кількість виступів, на яких біатлоніст здобував очки
- Старти: кількість стартів

| Місця     | Індивід. | Спринт | Персьют | Мас-старт | Естафета | Разом |
| --------- | -------- | ------ | ------- | --------- | -------- | ----- |
| 1         |          |        |         |           | 1        | 1     |
| 2         |          |        |         |           |          |       |
| 3         | 1        | 1      |         |           | 1        | 3     |
| Чільна 10 | 3        | 3      |         |           | 9        | 15    |
| В очках   | 9        | 13     |         | 3         | 9        | 34    |
| Стартів   | 22       | 24     |         | 5         | 9        | 60    |